# Зубра (притока Грону)
Зубра (словац. Zúbra) — річка в Словаччині, права притока Грону, протікає в окрузі Брезно.
Довжина приблизно 6.0-6.5 км. Витік знаходиться в масиві Низькі Татри (частина Кральовогольські Татри) — схил гори Чучорєдкова — на висоті близько 1000 метрів. Протікає територією міста Брезно (частина Буяково).
Впадає в Грон на висоті приблизно 500—510 метрів.